# Caleta Pichanco
Caleta Pichanco —o simplemente Pichanco— es una localidad costera de Chile que pertenece administrativamente a la comuna de Hualaihué, en la Provincia de Palena, Región de Los Lagos. 
La localidad se sitúa junto a la Carretera Austral y frente al canal Cholgo y la isla Llancahué. Se conecta por tierra con Hornopirén y con Caleta Cholgo hacia el norte.
En Caleta Pichanco se encuentra al final de este tramo de camino por tierra. Antiguamente desde este punto se abordaba el transbordador hacia Caleta Leptepu para continuar viaje hacia el sur.
Caleta Pichanco está muy próximo a la entrada del fiordo Quintupeu, famoso fiordo donde se ocultó el SMS Dresden durante la Primera Guerra Mundial. Actualmente, los alrededores de Caleta Pichanco y del fiordo Quintupeu forman parte de la unidad norte del Parque Pumalín.